# BMW E36
La carrocería E36 fue la base para el Serie 3 entre 1991 hasta el año 1999. Sucesor del E30 y sustituido por el E46 desde 1998, sin embargo debido a que los coupes y convertibles todavía estaban siendo desarrollados, esta carrocería se siguió produciendo en el año 1999. EL M3 fue producido en el mercado europeo desde finales de 1992 hasta 1999, en Estados Unidos fue diferente ya que entró a este mercado en 1995.

## Modelos Europeos

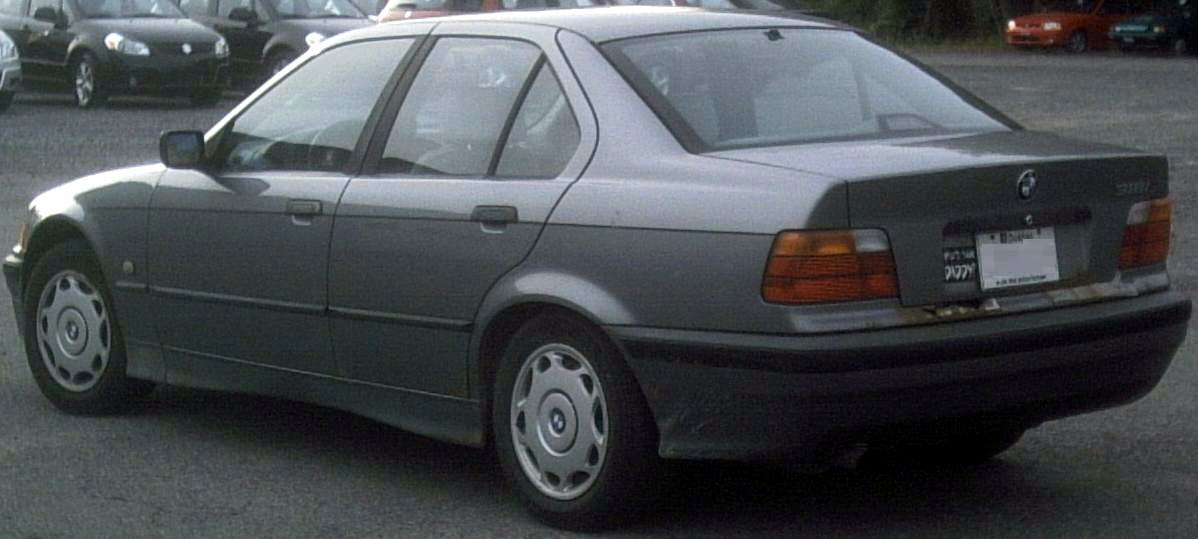
Sedán 316i.

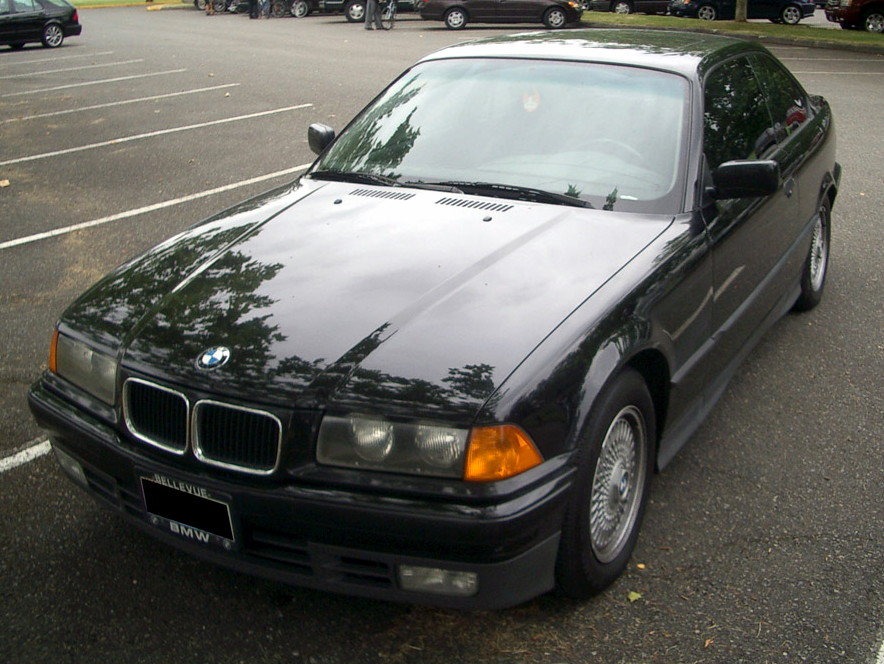
Coupe 325i 1993.

| Motores de gasolina            | Motores de gasolina                               | Motores de gasolina                               | Motores de gasolina                               | Motores de gasolina                               | Motores de gasolina                               | Motores de gasolina                               | Motores de gasolina                               | Motores de gasolina                               | Motores de gasolina                               | Motores de gasolina                               | Motores de gasolina                               | Motores de gasolina                               | Motores de gasolina                               | Motores de gasolina                               | Motores de gasolina                               | Motores de gasolina                  | Motores de gasolina                               | Motores de gasolina                               | Motores de gasolina |
|                                | 316i                                              | 316i                                              | 316i                                              | 318i                                              | 318i                                              | 318iS/ti                                          | 318iS/ti                                          | 320i                                              | 320i                                              | 323i                                              | 325i                                              | 325i                                              | 328i                                              | M3                                                | M3 GT                                             | M3                                   | M3 (USA)                                          | M3 (USA)                                          |                     |
| ------------------------------ | ------------------------------------------------- | ------------------------------------------------- | ------------------------------------------------- | ------------------------------------------------- | ------------------------------------------------- | ------------------------------------------------- | ------------------------------------------------- | ------------------------------------------------- | ------------------------------------------------- | ------------------------------------------------- | ------------------------------------------------- | ------------------------------------------------- | ------------------------------------------------- | ------------------------------------------------- | ------------------------------------------------- | ------------------------------------ | ------------------------------------------------- | ------------------------------------------------- | ------------------- |
| Periodo                        | 1990-1993                                         | 1993-1998                                         | 1999-2000                                         | 1990-1993                                         | 1993-1998                                         | 1991-1996                                         | 1996-1999                                         | 1990-1994                                         | 1994-1998                                         | 1995-1998                                         | 1991-1993                                         | 1993-1995                                         | 1995-1998                                         | 1992-1995                                         | 1994-1995                                         | 1995-1998                            | 1995                                              | 1996-1999                                         |                     |
| Carrocerías                    | Sedán                                             | Sedán, Coupe, Compact                             | Compact                                           | Sedán                                             | Sedán, Touring, Cabrio                            | Sedán, Coupe, Compact                             | Sedán, Coupe, Compact                             | Sedán, Coupe, Cabrio                              | Sedán, Touring, Coupe, Cabrio                     | Sedán, Touring, Coupe, Cabrio, Compact            | Sedán, Coupe, Cabrio                              | Sedán, Coupe, Cabrio                              | Sedán, Touring, Coupe, Cabrio                     | Sedán, Coupe, Cabrio                              | Coupé                                             | Sedán, Coupe, Cabrio                 | -                                                 | -                                                 |                     |
| Identificación del motor       | M40 B16                                           | M43 B16                                           | M43 TUB19                                         | M40 B18                                           | M43 B18                                           | M42 B18                                           | M44 B19                                           | M50 B20                                           | M52 B20                                           | M52 B25                                           | M50 B25                                           | M50 TUB25                                         | M52 B28                                           | S50 B30                                           | S50 B30                                           | S50 B32                              | S50 B30US                                         | S52 B32                                           |                     |
| Tipo de motor                  | L4 8v                                             | L4 8v                                             | L4 8v                                             | L4 8v                                             | L4 8v                                             | L4 16v                                            | L4 16v                                            | L6 24v                                            | L6 24v                                            | L6 24v                                            | L6 24v                                            | L6 24v                                            | L6 24v                                            | L6 24v                                            | L6 24v                                            | L6 24v                               | L6 24v                                            | L6 24v                                            |                     |
| Diámetro x carrera             | 84.0 mm × 72.0 mm                                 | 84.0 mm × 72.0 mm                                 | 85.0 mm × 83.5 mm                                 | 84.0 mm × 81.0 mm                                 | 84.0 mm × 81.0 mm                                 | 84.0 mm × 81.0 mm                                 | 85.0 mm × 83.5 mm                                 | 66.0 mm × 80.0 mm                                 | 66.0 mm × 80.0 mm                                 | 84.0 mm × 75.0 mm                                 | 84.0 mm × 75.0 mm                                 | 84.0 mm × 75.0 mm                                 | 84.0 mm × 84.0 mm                                 | 86.0 mm × 85.8 mm                                 | 86.0 mm × 85.8 mm                                 | 86.4 mm × 91.0 mm                    | 86.0 mm × 85.8 mm                                 | 86.4 mm × 91.0 mm                                 |                     |
| Cilindrada                     | 1596 cm³                                          | 1596 cm³                                          | 1895 cm³                                          | 1796 cm³                                          | 1796 cm³                                          | 1796 cm³                                          | 1895 cm³                                          | 1991 cm³                                          | 1991 cm³                                          | 2494 cm³                                          | 2494 cm³                                          | 2494 cm³                                          | 2793 cm³                                          | 2990 cm³                                          | 2990 cm³                                          | 3201 cm³                             | 2990 cm³                                          | 3201 cm³                                          |                     |
| Relación de compresión         | 9.0: 1                                            | 9.7: 1                                            | 9.7: 1                                            | 8.8: 1                                            | 9.7: 1                                            | 10.0: 1                                           | 10.0: 1                                           | 10.5: 1                                           | 11.0: 1                                           | 10.5: 1                                           | 10.0: 1                                           | 10.5:1                                            | 10.2: 1                                           | 10.8: 1                                           | -                                                 | 11.3: 1                              | 10.5: 1                                           | 10.5: 1                                           |                     |
| Potencia máxima: CV (kW) @ rpm | 99 CV (73 kW) @ 5500                              | 102 CV (75 kW) @ 5500                             | 105 CV (77 kW) @ 5300                             | 113 CV (83 kW) @ 5500                             | 115 CV (85 kW) @ 5500                             | 140 CV (103 kW) @ 6000                            | 140 CV (103 kW) @ 6000                            | 150 CV (110 kW) @ 6000                            | 150 CV (110 kW) @ 5900                            | 170 CV (125 kW) @ 5500                            | 192 CV (141 kW) @ 6000                            | 192 CV (141 kW) @ 6000                            | 193 CV (142 kW) @ 5300                            | 286 CV (210 kW) @ 7000                            | 295 CV (217 kW) @ 7000                            | 321 CV (236 kW) @ 7400               | 240 CV (179 kW) @ 6000                            | 240 CV (179 kW) @ 6000                            |                     |
| Par máximo: Nm @ rpm           | 141 Nm @ 4250                                     | 150 Nm @ 3900                                     | 165 Nm @ 2500                                     | 165 Nm @ 4250                                     | 168 Nm @ 3900                                     | 175 Nm @ 4500                                     | 180 Nm @ 4300                                     | 190 Nm @ 4700                                     | 190 Nm @ 4200                                     | 245 Nm @ 3950                                     | 245 Nm @ 4700                                     | 245 Nm @ 4200                                     | 280 Nm @ 3950                                     | 320 Nm @ 3600                                     | 323 Nm @ 3900                                     | 350 Nm @ 3250                        | 305 Nm @ 4250                                     | 320 Nm @ 3800                                     |                     |
| Tracción                       | Trasera                                           | Trasera                                           | Trasera                                           | Trasera                                           | Trasera                                           | Trasera                                           | Trasera                                           | Trasera                                           | Trasera                                           | Trasera                                           | Trasera                                           | Trasera                                           | Trasera                                           | Trasera                                           | Trasera                                           | Trasera                              | Trasera                                           | Trasera                                           | Trasera             |
| Transmisión                    | Manual, 5 velocidades / Automática, 4 velocidades | Manual, 5 velocidades / Automática, 4 velocidades | Manual, 5 velocidades / Automática, 4 velocidades | Manual, 5 velocidades / Automática, 4 velocidades | Manual, 5 velocidades / Automática, 4 velocidades | Manual, 5 velocidades / Automática, 4 velocidades | Manual, 5 velocidades / Automática, 4 velocidades | Manual, 5 velocidades / Automática, 5 velocidades | Manual, 5 velocidades / Automática, 5 velocidades | Manual, 5 velocidades / Automática, 5 velocidades | Manual, 5 velocidades / Automática, 5 velocidades | Manual, 5 velocidades / Automática, 5 velocidades | Manual, 5 velocidades / Automática, 5 velocidades | Manual, 5 velocidades / Automática, 5 velocidades | Manual, 5 velocidades / Automática, 6 velocidades | Manual, 6 velocidades                | Manual, 5 velocidades / Automática, 5 velocidades | Manual, 5 velocidades / Automática, 5 velocidades |                     |
| Peso                           | 1130 kg                                           | 1190 kg                                           | -                                                 | 1145 kg                                           | 1205 kg                                           | 1240 kg                                           | 1260 kg                                           | 1270 kg                                           | 1315 kg                                           | 1310 kg                                           | 1295 kg                                           | 1330 kg                                           | 1320 kg                                           | 1460 kg                                           | 1440 kg                                           | 1460 kg                              | -                                                 | -                                                 |                     |
| Aceleración 0–100 km/h         | 13.1 s                                            | 12.7 s                                            | 11.9 s                                            | 11.5 s                                            | 11.3 s                                            | 10.2 s                                            | 10.2 s                                            | 10.0 s                                            | 9.9 s                                             | 8.0 s                                             | 7.5 s                                             | 7.5 s                                             | 7.3 s                                             | 6.0 s                                             | -                                                 | 5.5 s                                | -                                                 | -                                                 |                     |
| Velocidad máxima               | 191 km/h                                          | 195 km/h                                          | 190 km/h                                          | 198 km/h                                          | 201 km/h                                          | 213 km/h                                          | 213 km/h                                          | 214 km/h                                          | 214 km/h                                          | 227 km/h                                          | 233 km/h                                          | 233 km/h                                          | 236 km/h                                          | 250 km/h (Limitada electrónicamente)              | 250 km/h (Limitada electrónicamente)              | 250 km/h (Limitada electrónicamente) | 250 km/h (Limitada electrónicamente)              | 250 km/h (Limitada electrónicamente)              |                     |
| Consumo combinado (l/100 km)   | 7.5                                               | 7.7                                               | 7.6                                               | 7.8                                               | 7.9                                               | 7.7                                               | 8.0                                               | 8.7                                               | 9.0                                               | 9.0                                               | 8.4                                               | 8.4                                               | 9.2                                               | 13.0                                              | -                                                 | 11.0                                 | -                                                 | -                                                 |                     |

| Periodo                        | 1994-2000                 | 1991-1996                                         | 1996-1998                                         | 1991-1996                                         | 1996- 1998                                        |
| Carrocerías                    | Sedán, Touring, Compact   | Sedán                                             | Sedán                                             | Sedán, Touring                                    | Sedán, Touring                                    |
| Identificación del motor       | M41 D17                   | M51 D25 UL                                        | M51 D25TU UL                                      | M51 D25 OL                                        | M51 D25TU OL                                      |
| Tipo de motor                  | L4 8v, turbo, intercooler | L6 12v, turbo                                     | L6 12v, turbo                                     | L6 12v, turbo, intercooler                        | L6 12v, turbo, intercooler                        |
| Diámetro x carrera             | 80.0 mm × 82.8 mm         | 80.0 mm × 82.8 mm                                 | 80.0 mm × 82.8 mm                                 | 80.0 mm × 82.8 mm                                 | 80.0 mm × 82.8 mm                                 |
| Cilindrada                     | 1665 cm³                  | 2497 cm³                                          | 2497 cm³                                          | 2497 cm³                                          | 2497 cm³                                          |
| Relación de compresión         | 22.0: 1                   | 22.0: 1                                           | 22.0: 1                                           | 22.0: 1                                           | 22.0: 1                                           |
| Potencia máxima: CV (kW) @ rpm | 90 CV (66 kW) @ 4400      | 116 CV (85 kW) @ 4800                             | 116 CV (85 kW) @ 4800                             | 143 CV (105 kW) @ 4800                            | 143 CV (105 kW) @ 4800                            |
| Par máximo: Nm @ rpm           | 190 Nm @ 1900             | 222 Nm @ 1900                                     | 230 Nm @ 1900                                     | 260 Nm @ 2200                                     | 280 Nm @ 2200                                     |
| Tracción                       | Trasera                   | Trasera                                           | Trasera                                           | Trasera                                           | Trasera                                           |
| Transmisión                    | Manual, 5 velocidades     | Manual, 5 velocidades / Automática, 4 velocidades | Manual, 5 velocidades / Automática, 4 velocidades | Manual, 5 velocidades / Automática, 5 velocidades | Manual, 5 velocidades / Automática, 5 velocidades |
| Peso                           | 1280 kg                   | 1335 kg                                           | 1335 kg                                           | 1350 kg                                           | 1350 kg                                           |
| Aceleración 0–100 km/h         | 14.2 s                    | 12.0 s                                            | 12.0 s                                            | 10.4 s                                            | 10.4 s                                            |
| Velocidad máxima               | 182 km/h                  | 198 km/h                                          | 198 km/h                                          | 214 km/h                                          | 214 km/h                                          |
| Consumo combinado (L/100 km)   | 6.5                       | 7.4                                               | 7.4                                               | 7.3                                               | 7.3                                               |

## Modelos Americanos
- 318i, 318iS, 318iC (M42B18): 4 cilindros en línea, 1.8 litros, 16v, 140 CV, 103 kW, 175 Nm (1992 - 1995)

- 318i, 318Ti (M44B19): 4 cilindros en línea, 1.9 litros, 16v, 140 CV, 103 kW, 180 Nm (1996 - 1998)

- 318ti (M42B18): 4 cilindros en línea, 1.8 litros, 16v, 140 CV, 103 kW, 175 Nm (1994 - 1996)

- 318ti (M44B19): 4 cilindros en línea, 1.9 litros, 16v, 140 CV, 103 kW, 180 Nm (1997 - 1998)

- 323i, 323iS, 323iC (M52B25): 6 cilindros en línea, 2.5 litros, 24v, 170 CV, 125 kW, 245 Nm (1996 - 1999)

- 325i, 325iS, 325iC (M50B25): 6 cilindros en línea, 2.5 litros, 24v, 192 CV, 141 kW, 245 Nm (1992 - 1995)

- 328i, 328iS, 328iC (M52B28): 6 cilindros en línea, 2.8 litros, 24v, 193 CV, 142 kW, 280 Nm (1996 - 1998)

- M3 Coupe (S52B30): 6 cilindros en línea, 3.0 litros, 24v, 240 CV, 210 kW, 320 Nm (1992-1995)

- M3 Sedan (S52B32): 6 cilindros en línea, 3.2 litros, 24v, 240 CV, 236 kW, 350 Nm (1997 - 1998)

- M3 Coupe (S52B32): 6 cilindros en línea, 3.2 litros, 24v, 240 CV, 236 kW, 350 Nm (1995-1999)

- M3 Convertible (S52B32): 6 cilindros en línea, 3.2 litros, 24v, 240 CV, 236 kW, 350 Nm (1998-1999)

## Datos
BMW hizo una versión la cual llamó "compact", tratándose de un hatch 3 puertas, esta apareció en el mercado americano como el 318ti (1994-1998) con un motor 1.8L a un precio de US 23.000. Debido a las bajas ventas de este modelo por su elevado precio respecto a sus "hermanos" los E36 sedan 318i (1991-1998) y coupe 318i y 318is, que comenzaron a comercializarse a partir de 1992 (1994 para el mercado americano) y cuyos precios oscilaban entre US 18.000 y US 19.000, para el año 2001 el E46 compacto no fue vendido en Estados Unidos.
Una modificación de la carrocería E36 fue usada como E36/7 en el BMW Z3 (1996-2002). Para el diseño coupe se utilizó la carrocería E36/8.
La carrocería E36 es considerada uno de los mejores diseños BMW de los 20 años pasados, sus ventas siempre estuvieron en los primeros lugares de Norteamérica y Europa a pesar de que era ligeramente más costoso que su principal "rival" el Mercedes Benz Clase "C", por su diseño más vanguardista y deportivo (sin renunciar a la elegancia) y porque sus motores incorporaban el sistema VANOS de distribución variable, ganando varios premios en revistas especializadas en autos.